# SUPER EIGHT (アルバム)
『SUPER EIGHT』（スーパーエイト）は、SUPER EIGHTの11枚目のフル・アルバム。2024年7月31日にINFINITY RECORDSから発売された。

## 概要
- 前作『8BEAT』から約2年8か月振りのリリース。
- 2024年2月4日よりグループ名を「関ジャニ∞」から「SUPER EIGHT」に改名したため[22][23]、本作が「SUPER EIGHT」名義で初のアルバムとなる[19][20][21]。
  - 関ジャニ∞時代から通算すると11枚目のフル・アルバムである[注 1]。
- 本作は、SUPER EIGHTのデビュー20周年記念作品であり、関ジャニ∞時代を含めた自身のキャリア史上初のセルフタイトル・アルバムである[18][19][20][21]。
- CDは初回限定「SUPER」盤（Blu-ray/DVD）、初回限定「HERO」盤（Blu-ray/DVD）、通常盤、通販限定「EIGHT」盤の6形態で発売。
  - 通販限定「EIGHT」盤は、『×××××.POP UP STOREオンライン』限定での通信販売商品であり、2024年6月10日から同年8月11日までの受注生産となった[26][27][28][29][注 2]。
    - 発表当初は同形態の販売期間を同年7月19日までとしていたが[26][27]、好評だったため、同年8月11日までに延長された[28][29]。
    - なお、同年7月20日以降の追加販売は本作の発売日以降の配送となる[28][29]。
- 本作は、新たなグループ名にちなみ「SUPER EIGHT=SUPER HERO」をテーマに制作され、「1つのスーパーヒーロー物」に見立て物語を紡ぐように構成されており、1曲目の「Overture -SUPER∞THEME-」から最後の「次回予告」まで、バラエティに富んだ楽曲によってノンストップにドラマが繰り広げられているような作品となっている[18][19][20][21][30][31][32][33]。
  - これに伴い、本作のアーティスト写真やジャケット写真では、「1000年後の未来から来たSUPER HERO」をテーマに真っ赤なユニフォームと揃いのピンバッジを身に纏い、「一層進化した"SUPER EIGHT"」の姿を表現している[34][35][36]。
- 本作には、「関ジャニ∞」名義でリリースしたシングル曲「喝采」「未完成」「オオカミと彗星」「アンスロポス」のほか、蔦谷好位置、つんく♂、Pecori（ODD Foot Works）、MONJOE（DATS）、SHUN（FIVE NEW OLD）、岡村靖幸、asmi、THE イナズマ戦隊、山内総一郎（フジファブリック）、片岡健太（sumika）から楽曲提供された新曲が収録され、全形態共通で全15曲を収録[30][31][32][33]。
  - 通常盤のみ、ベストアルバム『GR8EST』の「無責任ヒーロー」でも共演し、それ以降親交の深い東京スカパラダイスオーケストラが編曲やホーンアレンジを行い楽曲にも参加した、28thシングルのリアレンジバージョン「オモイダマ jam with 東京スカパラダイスオーケストラ」と、グループ名の変更により、OKAMOTO'S提供のライブ定番曲「勝手に仕上がれ」の一部歌詞を「S！U！P！E！R！SUPER EIGHT」にアップデートした「"超"勝手に仕上がれ」を追加収録し、共通曲を含め全17曲を収録[37][38]。
    - なお、本作の発売の翌月に配信された東京スカパラダイスオーケストラの楽曲「あの夏のあいまいME feat.SUPER EIGHT」には、SUPER EIGHTがゲストボーカルとしてグループで参加している[37][38]。
- 初回限定「SUPER」盤と初回限定「HERO」盤には特典映像を収録した特典Blu-ray/DVDを付属。
  - 初回限定「SUPER」盤には、改名にいたるまでの打ち合わせ風景や新グループ名発表の裏側に迫った「SUPER EIGHT 爆誕ものがたり」を収録[18][19][20][21]。さらに「20周年特別企画」として、横山・村上[注 3]がチャレンジする企画を丸山・安田・大倉が考案・プロデュースしたバラエティ企画「大山田presents ヨコさんヒナさん高尾山中膝栗毛」を収録[39][31][32][33]。
    - 同映像とリンクする内容の音声コンテンツ「大山田presents『えい!っと20年を振り返らナイト』」が『SUPER EIGHTアプリ』限定で配信された[40][41][42]。

  - 初回限定「HERO」盤には、初回限定「SUPER」盤と同様に丸山・安田・大倉[注 3]がチャレンジする企画を横山・村上が考案・プロデュースしたバラエティ企画「ヨコヒナpresents "滝汗ダラダラ!文句タラタラ!" 大山田20年目のバラエティ修行 略して〇〇!!」と「抱腹絶倒!メンバープレゼン企画会議」を収録[39][31][32][33]。
    - 同映像とリンクする内容の音声コンテンツ「ヨコヒナpresents『負けへんで』」が『SUPER EIGHTアプリ』限定で配信された[40][41][42]。
- 通販限定「EIGHT」盤は、A4サイズの「SUPER BOX」に封入され、改名コンセプトビジュアルやアルバムビジュアルの撮影時に別途撮り下ろしたデビュー20周年を記念した60ページのハードカバー写真集『SUPER∞』や、本作のビジュアルで特徴的なピンバッジのレプリカ、メンバー5人がそろったオリジナルアクリルスタンドを付属[18][19][20][21][34][35][27]。
- 全形態共通の特典映像として、本作のコンセプトである「1000年後の未来から来たSUPER HERO」を表現し、特撮ヒーローのようなアクションをメインとしたドラマ仕立ての映像『超未来音楽戦士SUPER EIGHT』が『SUPER EIGHTアプリ』限定で配信された[40][43][41][42]。

### 各形態概要
| ＃ | 曲名                                               | 形態         |
| -- | -------------------------------------------------- | ------------ |
| 16 | オモイダマ jam with 東京スカパラダイスオーケストラ | 通常盤・配信 |
| 17 | "超"勝手に仕上がれ                                 | 通常盤・配信 |

| 特典内容                                                               | 形態                |
| ---------------------------------------------------------------------- | ------------------- |
| 特典Blu-ray/DVD（詳細は「#初回限定「SUPER」盤」を参照）                | 初回限定「SUPER」盤 |
| 透明スリーブ・デジパック仕様                                           | 初回限定「SUPER」盤 |
| トールケース仕様                                                       | 初回限定「SUPER」盤 |
| 網代フォトブック（48P）                                                | 初回限定「SUPER」盤 |
| ポスター型歌詞カード                                                   | 初回限定「SUPER」盤 |
| SUPER EIGHT オリジナルステッカー2種セット                              | 初回限定「SUPER」盤 |
| 特典Blu-ray/DVD（詳細は「#初回限定「HERO」盤」を参照）                 | 初回限定「HERO」盤  |
| ワンピースBOX・デジパック仕様                                          | 初回限定「HERO」盤  |
| 歌詞フォトブック（48P）                                                | 初回限定「HERO」盤  |
| 劇場版「SUPER EIGHT」超マグネット                                      | 初回限定「HERO」盤  |
| 歌詞ブックレット（24P）                                                | 通常盤              |
| "SUPER"クチビルくんフォンタブ                                          | 通常盤              |
| SUPER BOX仕様                                                          | 通販限定「EIGHT」盤 |
| A4サイズ仕様                                                           | 通販限定「EIGHT」盤 |
| デジパック仕様                                                         | 通販限定「EIGHT」盤 |
| ポスター型歌詞カード                                                   | 通販限定「EIGHT」盤 |
| ハードカバー写真集『SUPER∞』（60P）                                    | 通販限定「EIGHT」盤 |
| SUPER EIGHTオリジナルグッズ （オリジナルアクリルスタンド、ピンバッジ） | 通販限定「EIGHT」盤 |

## 販売形態
- 発売日：2024年7月31日
  - 初回限定「SUPER」盤（LCCA-6136~6137：CD+Blu-ray）
    - 透明スリーブ・デジパック仕様。
    - トールケース仕様。
    - 「網代フォトブック」（48P）封入。
    - 「ポスター型歌詞カード」封入。
    - 「SUPER EIGHT オリジナルステッカー2種セット」（ロゴver.&煌めき、輝け!超ステッカー）封入[注 4]。
      - ロゴver.：80×50mm
      - 煌めき、輝け!超ステッカー：148×100mm

  - 初回限定「SUPER」盤（LCCA-6138~6139：CD+DVD）
    - 透明スリーブ・デジパック仕様。
    - トールケース仕様。
    - 「網代フォトブック」（48P）封入。
    - 「ポスター型歌詞カード」封入。
    - 「SUPER EIGHT オリジナルステッカー2種セット」（ロゴver.&煌めき、輝け!超ステッカー）封入[注 4]。
      - ロゴver.：80×50mm
      - 煌めき、輝け!超ステッカー：148×100mm

  - 初回限定「HERO」盤（LCCA-6140~6141：CD+Blu-ray）
    - ワンピースBOX・デジパック仕様。
    - 「歌詞フォトブック」（48P）封入。
    - 「劇場版「SUPER EIGHT」超マグネット」（128×182mm）封入[注 4]。

  - 初回限定「HERO」盤（LCCA-6142~6143：CD+DVD）
    - ワンピースBOX・デジパック仕様。
    - 「歌詞フォトブック」（48P）封入。
    - 「劇場版「SUPER EIGHT」超マグネット」（128×182mm）封入[注 4]。

  - 通常盤（LCCA-6144：CD）
    - 「歌詞ブックレット」（24P）封入。
    - 「"SUPER"クチビルくんフォンタブ」（60×60×0.8mm）封入[注 4]。

  - 通販限定「EIGHT」盤（LCNC-074：CD+GOODS）
    - A4サイズ仕様。
    - デジパック仕様。
    - 「ポスター型歌詞カード」封入。
    - ハードカバー写真集『SUPER∞』（60P）同梱。
    - SUPER EIGHTオリジナルグッズ『オリジナルアクリルスタンド』、『ピンバッジ』同梱。

## 制作

### アルバム

#### コンセプト
本作は4thアルバム『8UPPERS』（2010年発売）以来のコンセプト・アルバムであり、「1000年後の未来から来たSUPER HERO」がコンセプトとなっている。
メンバーを含むスタッフ全体で行っていたアルバム制作の話し合いの際に、様々な掛け算をしてきた20年の活動の中で「やってないことは何だろう」と考え、テクノロジーの進化も含めて時間の進むスピードを感じる中で、「SUPER」とグループ名に冠する以上は「進化感」を出したいと思い付き、アルバムのロゴがメンバーのもとに上がってきた際に「（ロゴが）未来っぽいね」という話になったことから、仮に「100年後」であれば「遠いようで近い」となり、「だったら飛ぶところまで飛ぼう」という考えから「1000年後」という設定になったという。
さらに、SUPER EIGHTの「SUPER」から漠然と「HERO」というイメージが浮かび、「今まで以上に強く逞しく」や「さらに進化した」という意味合いを込めて「SUPER HERO」というテーマに繋がったという。
また、コンセプトの舞台が1000年後に決まったため、ビジュアライズも近未来のようなテイストになり、最終的な本作のビジュアルのコンセプトに落ち着いたという。

#### タイトル
本作は関ジャニ∞時代を含めた自身のキャリア史上初のセルフタイトル・アルバムである。
セルフタイトルとなった経緯として、本作はデビュー20周年を記念したアルバムである上に改名後初のリリースということもあり、横山いわく「今がグループ名をつけるべきタイミングだ」という想いと、「新しいグループ名を提示したい」という想いから付けられたという。
なお、横山は本作を制作する上で「これまでの全てを提示する覚悟を打ち出した一枚」という気持ちで取り組んでおり、タイトルも「改名したからセルフタイトル」というよりは、本作が今までの系譜が感じられる幅広い楽曲が揃っている20周年記念のアルバムと捉えているため、グループ名が「関ジャニ∞」のままだったとしても「セルフタイトルにしていたと思う」と語っている。

#### 構成
本作は「Interlude -several nights-」を挟んで前半と後半が分かれているような構成で、前半はアッパーな盛り上がりを持つ楽曲が多く、後半は"聴かせる"楽曲からまた盛り上がっていく楽曲へと続いており、曲順はライブのセットリストのような構成となっている。
また、本作がコンセプト・アルバムであることから、アルバムを一つのスーパーヒーロー物に見立て、物語を紡ぐような構成となっている。
村上は主催音楽フェスティバル『EIGHT-JAM FES』を終えてから「グループだからこそできる表現の振り幅やサウンドの強み」を再認識しており、それが大いに感じられる作品となっている。
横山は本作について「感じるがまま受け取ってほしい」「『僕らはこう提示します』ではなく、自由に、ライブのことも想像しながら聴いてもらいたい」と語っている。
サブスクリプションサービスの普及によってアルバム一作品を通して聴く人が少くなっていることから、丸山は最初は「（コンセプトアルバムが）今の時代にどれだけフィットするのか不安」と懸念していたが、1曲目の「Overture -SUPER∞THEME-」でインスト曲から入り、ガッツのある曲やユニークな曲の後に、「Interlude -several nights-」でまたインスト曲を展開するといった起承転結がはっきりした構成となったため、「結果的に一枚通して楽しんでもらえる」と実感できたという。

#### 楽曲
本作には番組で共演したり今までの活動の中で出会ったアーティストから楽曲提供を受けており、ファンクやヒップホップ、ロック、ポップスなど、幅広いジャンルやスタイルの楽曲が収録されている。
前作『8BEAT』では「このアーティストに書いて欲しい」「こういう感じの曲が良い」など、作家側への依頼や曲のイメージをメンバー発信で行うことが多かったが、本作ではあまり意見はせず、レーベルや事務所のスタッフが各アーティストに働きかけ、メンバーやスタッフを含めた「チーム・SUPER EIGHT」で作った作品であると大倉は表現している。その影響か、楽曲のジャンル自体は幅広いが、アルバムを通してまとまりのある作品となっている。また、大倉いわくメンバー主導で制作すると、より難解で新たな表現にトライする方向に行ってしまい、「自分たちらしさ」を逆に削ってしまうこともあるというが、今回は一つのチームで作ったからこそ、様々な曲がありながらも今のSUPER EIGHTがそのまま素直に出ている作品になっているという。
大倉は本作について、20周年の集大成というよりも「ここから進んでいこう」「攻めていこう」というアップデートの作品となっているため、「関ジャニ∞のままだったら、きっとこういうアルバムにならなかった」と語っている。さらに、村上も新しいグループ名で「再デビュー」という状況もあり当初は「心機一転」という感覚だったというが、アルバムが完成して一段落すると、心機一転よりは「新たなフェーズアップ」という感覚になったという。
グループ結成当初から多ジャンルの楽曲をグループの楽曲として歌唱・演奏してきて、村上は自分たちで全曲作詞・作曲をしていないことへの葛藤・コンプレックスがあったが、「名だたるアーティストからグループに楽曲提供され、その曲を自分たちのフィルターを通して世に届けることは逆に凄いこと」と20周年のタイミングで改めて思うようになったといい、楽曲提供があるからこそ生まれる表現力の振り幅が逆にSUPER EIGHTの強みになっていると考えるようになったという。このような「SUPER EIGHTのグループサウンズの強み」や「グループだからこそ出せるサウンド」、「5人の声だからこそ表現できる旨味」などは、提供されたアーティストのカラーと共に乗せることでそれぞれ表現できるといい、アーティスト側が「SUPER EIGHTだったら何とかしてくれるだろう」と思ってくれていると村上は感じており、これらが「SUPER EIGHT印」のようなものになることでジャンルレスで振り幅のあるグループサウンズになっているいう。
これまでのアルバムでは、「バンド色の強い曲」と「アイドル色の強い曲」が明確に分かれていることが多かったが、本作では「SUPER EIGHTのバンド感」がデフォルトとしてあった上で全曲がそれぞれ存在しており、本作でメンバーがレコーディングに演奏で参加した楽曲はほぼないが、どの曲もメンバーそれぞれがライブで演奏している姿が浮かぶような楽曲となっている。SUPER EIGHTはバンドでもハンドマイクでもパフォーマンスができる上に、どの曲も生バンドでレコーディングされているため、ツアーでやる際にどちらの選択もできる形で仕上がっているという。
また、意識して「自分たちはバンドもやっているんです」と言ってた時期もあったが、番組やフェスへの出演を通じて世間に「SUPER EIGHTはバンドをやっているグループでもあるんだ」と認知してもらえたことで、そもそも磨いてきたエンタメ性に加えて、「このアルバムの中でこの曲はライブでどう披露するんだろう？」という表現の選択肢が広がり、どんどん多面的になってきており、楽曲を提供するアーティストもそこを自然に認識した上で制作することも多いため、「良い意味でパフォーマンスの仕方が隠せる楽曲ばかりが集まってる」と安田は語っており、逆にそこが「SUPER EIGHTらしさ」だと表現している。
丸山はSUPER EIGHTのパブリックイメージが「親しみやすくて、元気で明るい兄ちゃん」「よくテレビでふざけている、いつまでもアホみたいなことをやっている5人」だと考えているが、本作ではそのイメージを裏切らずに期待に応えつつ、アルバムの中で遊び心を持って新しい一面を見せている作品となっている。

#### レコーディング
「ハリケーンベイベ」は岡村靖幸、「音楽が聴こえている」はTHE イナズマ戦隊の上中丈弥、「群青の風」はフジファブリックの山内総一郎、「Eighdays」はsumikaの片岡健太など、制作したボーカリストがそれぞれデモ音源を歌っているものが多く、サウンドアレンジもほぼ作られていたため、「各アーティストらしさ」が詰まった既に「最高の形」が生まれている状態だったが、それをメンバーが自分たちで昇華して歌い切り、ファイナルミックスを聴いた時に「SUPER EIGHTの曲」になっていると安田は感じたという。
5人の声の混ざり方や言葉のイントネーションなど、様々な要素が混ざり合ったことで生まれる「SUPER EIGHTらしさ」が確立したからこそ、どれだけ振り幅の大きな楽曲にも挑戦できると語っている。また、今までのアルバムで「関ジャニ∞らしいよね」と言われてきた楽曲も多かったが、それとはまた違う「SUPER EIGHTらしさ」が表現できていると安田は感じたという。
本作のレコーディングで大倉は「楽曲の難しさよりも、5人で表現することの難しさを感じた」という。SUPER EIGHTはメンバーそれぞれのパートのレコーディングは一人ずつ別々に収録するが、グループの楽曲として完成した際に「まとまり感」が必要となるため、一人で向き合うことだけが良いわけではなく、仮に最初にレコーディングするのであれば自分が基準になり、二番目以降であれば前に唄っている人の雰囲気を汲み取ったりするなど、グループならではの様々な試行錯誤をしているという。また、曲に対する解釈や受け取る温度も5人それぞれ違う上に、制作したアーティストの想いもあるため、逆にこの5人で表現すれば、「想像とは違うものが必ず出来上がる」といい、そうやって出来上がった曲が、作家の方々の想いに対する「（SUPER EIGHTは）こういう気持ちで受け取りました」という返しになると大倉は考えている。
本作で丸山は今まで以上に1曲1曲の精度を高め、自分の役割を意識したという。ボーカルを録る時は、「自分のパートだけなく、他のメンバーのパートも含めた全体の解釈を一通り入れ、現場で必ず唄ってからレコーディングする」というプロセスを意識的にやっていたといい、自分のディレクションはもちろん、アイデアも色々提示したという。これは、丸山が今回は「一人でもそうしなければならない」という気持ちになったことから実践したという。
さらに、本作では「今まで以上にボーカルの精度を上げたい」と丸山は考えてレコーディングに挑んでおり、本作では特に「曲ごとに声色や唄い方を細かく自分の中で考える」や「自分の前のパートと後のパートは誰が唄うのか」をこれまでより強く意識したという。この結果、完成したアルバムを聴いた丸山いわく「メンバーの表現力が上がって、ここ数年の変化が見えるようになっている」と語っている。
なお、丸山は「本当はアルバム収録曲の約半分でもSUPER EIGHTの演奏で収録したい」と考えているが、そのためにはプリプロダクションとリハーサルを徹底して行う必要があるが、現状はそこに割く時間がほぼないため実現に至っていないという。そのため、「じゃあ今SUPER EIGHTに求められていること、出来ることを突き詰めてやるしかない」と考え、「ボーカルの精度を上げよう」となったという。

### 特典映像（制作）

#### ヨコさんヒナさん高尾山中膝栗毛
初回限定「SUPER」盤に収録されている丸山・安田・大倉のプロデュースによる横山・村上のロケ企画「大山田presents ヨコさんヒナさん高尾山中膝栗毛」は、横山と村上に「1日こうして過ごしてください」という企画を3人が案を出し合いながら考えた。
大倉は「ファンが見たい横山と村上」という意識で企画を考えたという。また、安田は横山と村上のことを「夫婦」と捉えており、「2人の共同作業」や「2人の時の距離感や雰囲気」といった「夫婦感を存分に楽しめるようなもの」を企画したという。

#### 大山田20年目のバラエティ修行
初回限定「HERO」盤に収録されている横山・村上のプロデュースによる丸山・安田・大倉のロケ企画「ヨコヒナpresents "滝汗ダラダラ!文句タラタラ!" 大山田20年目のバラエティ修行 略して〇〇!!」は、横山と村上がアイデアを半分ずつ出し合った企画となっており、「3人ならではのわちゃわちゃ感」が楽しめる懐かしいバラエティのような企画となっている。

#### SUPER EIGHT爆誕ものがたり
改名の話し合いの様子が描かれた「SUPER EIGHT爆誕ものがたり」について、安田はまだ改名に踏み出せてない人もいると前置きしつつ、「『彼ら（SUPER EIGHT）があんなふうに頑張って、前向きに受け入れて戦っているんだったら（一歩踏み出そう）』と思ってもらえる」映像であり、「そっと背中をさする」くらいにはなれる映像であると語っている。

## プロモーション

### 2024年
- 2月4日、「SUPER EIGHT」への改名発表と共に、同年夏頃に本作[注 7]を発売することが発表された[22][24][25][23]。
- 5月16日、本作のタイトルや発売日や大まかな特典内容が、後述のアリーナツアーの開催と共に発表された[18][19][20][21]。
- 6月10日、本作のアーティスト写真と通販限定「EIGHT」盤の詳細が発表され、通販限定「EIGHT」盤の予約が開始された[26][34][35][27]。
- 6月17日、本作のジャケット写真[注 8]と先着購入特典の絵柄が発表された[36][45]。
- 6月25日、本作の収録曲および楽曲制作陣と特典映像の詳細が発表された[30][31][32][33][39]。
- 7月1日、通常盤のボーナストラックの詳細が発表された[37][38]。
- 7月6日、日本テレビ系『THE MUSIC DAY 2024』にて、収録曲「Eighdays」がテレビ初披露された[59]。
  - なお、安田が右手中指の治療により活動休止中だったため[60]、安田を除く4人バージョンでの披露となった[61]。
- 7月14日、TOKYO FM『oggi otto Music Shampoo』に丸山が出演し、収録曲「オモイダマ jam with 東京スカパラダイスオーケストラ」がラジオ初オンエアされた[62][63]。
- 7月15日、後述のアリーナツアーのリハーサルを見学できるリハーサル見学会イベント『「今年もホンマにリハしかせぇへんで!」SUPER EIGHTリハーサル見学会』の開催が発表された[64]。
- 7月18日、「Eighdays」が各配信サイトにて先行配信された[65][66]。
- 7月19日、通販限定「EIGHT」盤の販売期間の延長が発表された[28][29]。
- 7月23日、ラジオ日本『60TRY部』に丸山と大倉がコメント出演し、収録曲「なんだかThat's 青春!」がラジオ初オンエアされた[63]。
- 7月25日、TOKYO FM『THE TRAD』に丸山がコメント出演し、収録曲「ハリケーンベイベ」がラジオ初オンエアされた[63]。
- 7月27日、村上がパーソナリティを務める文化放送『村上信五くんと経済クン』にて、収録曲「HAPPY」がラジオ初オンエアされた[67]。
- 7月28日、本作の初回限定「SUPER」盤および初回限定「HERO」盤に収録される特典映像のティザー映像が公開された[68]。
- 7月29日
  - 本作のコンセプトである「1000年後の未来から来たSUPER HERO」を映像化したコンセプトムービー『超未来音楽戦士SUPER EIGHT』が『SUPER EIGHTアプリ』にて全形態共通の特典として限定配信されることが発表された[40][43][41][42]。
  - 『超未来音楽戦士SUPER EIGHT』の映像と収録曲「カカッテコーゼ」が使用された30秒のスポット映像が公開された[41][42]。
  - 『SUPER EIGHTアプリ』限定の音声コンテンツとして、初回限定「SUPER」盤には「大山田presents『えい!っと20年を振り返らナイト』」、初回限定「HERO」盤には「ヨコヒナpresents『負けへんで』」が配信されることが発表された[40][41][42]。
  - 本作の先着購入者特典のサイズが発表された[69][45]。
  - 本作の特典映像を紹介するスポット映像が公開された[70]。
  - 本作の発売を記念した通信カラオケブランド『DAM』とのコラボキャンペーンの実施が発表され、SUPER EIGHTと『DAM』の公式SNSにて本作のポスターが当たるキャンペーンが実施された[71]。
  - 本作の発売を記念した『DAM』の「ライビュー!」とのコラボキャンペーンの実施が発表され、本作のポスターが当たるキャンペーンが実施された[72]。
  - 本作の発売を記念したカラオケボックスチェーン『ビッグエコー』とのコラボキャンペーンの実施が発表された[73]。
  - 本作の発売を記念したカラオケボックスチェーン『メガビッグ』とのコラボキャンペーンの実施が発表された[74]。
- 7月30日、大阪・御堂筋線の全20駅にて、本作の発売とSUPER EIGHTのデビュー20周年を記念した本作のポスターを掲載する「SUPER EIGHT MIDOUSU-JACK」プロジェクトが始動し、同年8月6日の時点で全20駅の掲載が完了した[75][76]。
- 7月31日、本作がSUPER EIGHTの11枚目のフル・アルバムとして発売された[18][19][20][21]。
- 7月31日、収録曲「カカッテコーゼ」のミュージック・ビデオが公開された[77][78]。
- 7月31日 - 9月30日、ファミクラストア渋谷店にて、本作の発売を記念し、SUPER EIGHTがこれまでにリリースしたCD全商品（各通常盤）の販売や、SUPER EIGHTのコメント映像の放映、本作のジャケット写真で使用した楽器やメンバーのサイン入りポスターの展示、ウインドウ装飾などが展開されるSUPER EIGHTのデビュー20周年企画が実施された[79][80][注 9]。
- 7月31日 - 9月30日、通信カラオケブランド『JOYSOUND』とのコラボキャンペーンとして、本作の収録曲をカラオケで歌うことでオリジナルトートバッグが当たるキャンペーンが実施された[81][82]。
- 7月31日 - 10月31日、『DAM』とのコラボキャンペーンとして、本作の収録曲をカラオケで歌うことで「SUPERカラオケマイク（5色）」、「SUPERワイヤレスイヤホン」、「SUPERたこ焼き皿」が当たるキャンペーンが実施された[71]。
- 8月2日、SUPER EIGHTの公式TikTokにて「カカッテコーゼ」のMVの撮影オフショットが公開された[83]。
- 8月3日、Amazon Musicのプレイリスト「B-Side:J-Boys」にて、丸山と大倉による本作の解説コメントが配信された[84]。
- 8月4日、SUPER EIGHTの公式TikTokにて「カカッテコーゼ」のMVの撮影オフショットの第2弾が公開された[85]。
- 8月8日 - 10月31日、『ビッグエコー』および『メガビッグ』とのコラボキャンペーンとして、コラボルームやコラボドリンクの提供が実施され、コラボドリンクの購入時にオリジナルスタンディコースターが配布された[73][74]。
- 8月8日 - 2025年1月31日、『DAM』とのコラボキャンペーンとして、デビュー18周年記念のドームツアー『関ジャニ∞ ドームLIVE 18祭』のライブ映像が、カラオケならではの大型モニターと大音量でアーティストのステージを再現できるコンテンツ「ライビュー!」にて配信された[72]。
- 8月9日 - 11月3日、本作を引っ提げたアリーナツアー『超アリーナツアー2024 SUPER EIGHT』が開催された[20][21]。
- 8月11日 - 11月3日、『超アリーナツアー2024 SUPER EIGHT』のリハーサル見学会イベント『「今年もホンマにリハしかせぇへんで!」SUPER EIGHTリハーサル見学会』が開催された[64]。
- 9月14日、日本テレビ系『with MUSIC』にて、収録曲「ハリケーンベイベ」がテレビ初披露された[86]。
- 12月11日、フジテレビ系『2024 FNS歌謡祭』にて、「ハリケーンベイベ」が楽曲を提供した岡村靖幸とのコラボレーションで初披露された[87][88]。

### 2025年
- 3月29日、23rdライブBlu-ray/DVD『超ARENA TOUR 2024 SUPER EIGHT』より、「カカッテコーゼ」のライブ映像が2024年に開催したライブツアーの特設サイト「SUPER EIGHT 20TH 特設ページ」にて公開された[89]。
- 5月1日、前述の『超ARENA TOUR 2024 SUPER EIGHT』より、楽曲アンケート企画「超アリーナツアー2024 "EIGHTER's SUPER CHOICE"」で第1位となった「HAPPY」のライブ映像が公開された[90]。

## ミュージック・ビデオ
カカッテコーゼ
- アルバムの発売日である2024年7月31日にミュージック・ビデオが公開された。
- 同MVは、アルバムのコンセプトである「1000年後の未来から来たSUPER HERO」を映像化した特撮コンセプトムービー『超未来音楽戦士SUPER EIGHT』の世界観を新たな解釈で再編集しており、同映像の一部がMVに流用されている。
- 同映像と異なる点として、5人を模したフィギュアのシーンが追加されており、生身の5人のアクションシーンと、シュールなフィギュアのシーンで構成されている。
- 監督は、SUPER EIGHTのメンバーも所属するKAMIGATA BOYZのティザー映像などを手掛けたISSEIが担当。

## チャート成績

### アルバムチャート順位
- オリコンチャート
  - 初日151,093枚を売り上げ、2024年7月30日付の「オリコンデイリー CDアルバムランキング」で初登場1位を獲得した[1]。
  - 初週183,310枚を売り上げ、2024年8月12日付の「オリコン週間 CDアルバムランキング」で週間1位を獲得した[2][3]。
    - 12作連続、通算12作目のアルバム1位獲得となった[2]。

  - 初週184,793ptを記録し、2024年8月12日付の「オリコン週間 合算アルバムランキング」で週間1位を獲得した[4][5]。
    - 2作連続、通算2作目の同チャートでの1位獲得となった[4]

  - 初週383ダウンロードを記録し、2024年8月12日付の「オリコン週間 デジタルアルバムランキング」で週間4位を獲得した[6]。
  - 累計183,310枚を売り上げ、2024年7月度「オリコン月間 CDアルバムランキング」で月間3位を獲得した[7]。
  - 累計198,245枚を売り上げ、2021年度「オリコン年間 CDアルバムランキング」で年間21位を獲得した[8]。
- Billboard JAPAN
  - 初週187,484枚を売り上げ、2024年8月7日公開の「Billboard Japan Top Albums Sales」で週間1位を獲得した[9][10]。
  - 2024年8月7日公開の「Billboard Japan Hot Albums」で週間1位獲得した[11][12]。
  - 初週375ダウンロードを記録し、2024年8月7日公開の「Billboard Japan Top Download Albums」で週間4位を獲得した[13][14]。
  - 2024年度「Billboard Japan Top Albums Sales Year End」で年間25位を獲得した[15]。
  - 2024年度「Billboard Japan Hot Albums Year End」で年間28位を獲得した[16]。

## 収録曲

### CD
※「オモイダマ jam with 東京スカパラダイスオーケストラ」以降、通常盤・配信作品のみ収録。
1. Overture -SUPER∞THEME- (Instrumental) - [1:45]
作曲：蔦谷好位置
編曲：蔦谷好位置、永澤和真
  - 蔦谷好位置からの楽曲提供。
2. カカッテコーゼ - [3:31]
作詞：空谷泉身
作曲：蔦谷好位置
編曲：蔦谷好位置、永澤和真
  - 蔦谷好位置からの楽曲提供。
  - 2024年7月31日に同曲のMVが公開された[77][78]。
3. 未完成 - [2:54]
作詞：阿部清流
作曲：南無阿部陀仏
編曲：Peach
  - 48thシングル。
  - テレビ朝日系オシドラサタデー『帰ってきたぞよ!コタローは1人暮らし』主題歌[94]。
  - 南無阿部陀仏からの楽曲提供。
4. なんだかThat's 青春! - [3:31]
作詞・作曲：つんく
編曲：鈴木俊介
  - つんく♂からの楽曲提供。
5. HAPPY - [3:29]
作詞：Pecori
作曲・編曲：MONJOE、SHUN
  - ODD Foot WorksのPecori、DATSのMONJOE、FIVE NEW OLDのSHUNからの楽曲提供。
6. ハリケーンベイベ - [3:43]
作詞・作曲・編曲：岡村靖幸
  - 岡村靖幸からの楽曲提供。
7. オオカミと彗星 - [4:31]
作詞・作曲：LEO
編曲：Peach
  - 49thシングル。
  - テレビ朝日系金曜ナイトドラマ『警部補ダイマジン』主題歌[95]。
  - ALIのLEOからの楽曲提供。
8. Interlude -several nights- (Instrumental) - [0:42]
作曲・編曲：蔦谷好位置
  - 蔦谷好位置からの楽曲提供。
9. 鍵 - [3:52]
作詞：asmi
作曲：asmi、Yuta Hashimoto
編曲：Yuta Hashimoto
  - asmiからの楽曲提供。
10. アンスロポス - [3:39]
作詞・作曲：キタニタツヤ
編曲：Diz
  - 50thシングル。
  - 読売テレビ・日本テレビ系アニメ『め組の大吾 救国のオレンジ』オープニングテーマ[96]。
  - キタニタツヤからの楽曲提供。
11. 音楽が聴こえている - [3:45]
作詞：上中丈弥
作曲：久保裕行
編曲：Peach
  - THE イナズマ戦隊の上中丈弥と久保裕行からの楽曲提供。
12. 喝采 - [3:26]
作詞：栗原暁
作曲：久保田真悟、栗原暁
編曲：久保田真悟
  - 47thシングル。
  - Jazzin' parkからの楽曲提供。
13. 群青の風 - [4:35]
作詞・作曲：山内総一郎
編曲：桑田健吾
  - フジファブリックの山内総一郎からの楽曲提供。
14. Eighdays - [4:04]
作詞・作曲：片岡健太
編曲：宮田'レフティ'リョウ
  - 森永製菓『チョコモナカジャンボ』『バニラモナカジャンボ』「SUPER EIGHT 祝20周年ムービー」CMソング[97][98]。
  - sumikaの片岡健太からの楽曲提供。
  - 2024年7月18日に各配信サイトにて先行配信された[65][66]。
15. 次回予告 - [0:33]
16. オモイダマ jam with 東京スカパラダイスオーケストラ - [4:58]
作詞：松原さらり
作曲：南田健吾
編曲：東京スカパラダイスオーケストラ
ホーンアレンジ：北原雅彦
  - 通常盤と配信作品のボーナストラック。
  - 28thシングルのリアレンジバージョン。
  - 東京スカパラダイスオーケストラが参加しており、編曲を同バンドが、ホーンアレンジを同バンドの北原雅彦がそれぞれ担当している[37][38]。
  - 2014ABC夏の高校野球応援ソング[99]。
  - 朝日放送・テレビ朝日系『熱闘甲子園』テーマソング[99]。
  - 阪神電気鉄道『甲子園駅』接近メロディ[100]。
17. "超"勝手に仕上がれ - [4:25]
作詞：オカモトショウ
作曲：オカモトショウ、オカモトコウキ
編曲：OKAMOTO'S
  - 通常盤と配信作品のボーナストラック。
  - 9thアルバム『関ジャニ∞の元気が出るCD!!』収録曲の再録バージョン。
  - OKAMOTO'Sからの楽曲提供。
  - 歌詞の一部が「SUPER EIGHT」仕様に変更されている[37][38]。

### 特典映像

#### 初回限定「SUPER」盤（特典映像）
| #         | タイトル                                          | 作詞   | 作曲・編曲 | 時間  |
| --------- | ------------------------------------------------- | ------ | ---------- | ----- |
| 1.        | 「大山田presents ヨコさんヒナさん高尾山中膝栗毛」 |        |            | 78:32 |
| 2.        | 「SUPER EIGHT爆誕ものがたり」                     |        |            | 27:27 |
| 合計時間: | 合計時間:                                         | 105:59 |            |       |

#### 初回限定「HERO」盤（特典映像）
| #         | タイトル                                                                                    | 作詞  | 作曲・編曲 | 時間  |
| --------- | ------------------------------------------------------------------------------------------- | ----- | ---------- | ----- |
| 1.        | 「ヨコヒナpresents "滝汗ダラダラ!文句タラタラ!" 大山田20年目のバラエティ修行 略して〇〇!!」 |       |            | 38:11 |
| 2.        | 「抱腹絶倒!メンバープレゼン企画会議」                                                       |       |            | 57:00 |
| 合計時間: | 合計時間:                                                                                   | 95:11 |            |       |

#### SUPER EIGHTアプリ
| #         | タイトル                      | 作詞  | 作曲・編曲 | 時間  |
| --------- | ----------------------------- | ----- | ---------- | ----- |
| 1.        | 「超未来音楽戦士SUPER EIGHT」 |       |            | 11:47 |
| 合計時間: | 合計時間:                     | 11:47 |            |       |

### 特典音源

#### 初回限定「SUPER」盤（特典音源）
| #         | タイトル                                            | 作詞  | 作曲・編曲 | 時間  |
| --------- | --------------------------------------------------- | ----- | ---------- | ----- |
| 1.        | 「大山田presents『えい!っと20年を振り返らナイト』」 |       |            | 21:44 |
| 合計時間: | 合計時間:                                           | 21:44 |            |       |

#### 初回限定「HERO」盤（特典音源）
| #         | タイトル                           | 作詞 | 作曲・編曲 | 時間 |
| --------- | ---------------------------------- | ---- | ---------- | ---- |
| 1.        | 「ヨコヒナpresents『負けへんで』」 |      |            | 0:40 |
| 合計時間: | 合計時間:                          | 0:40 |            |      |

## 楽曲解説
1. Overture -SUPER∞THEME-
  - インストゥルメンタルの楽曲。
  - SUPER EIGHTの冠番組『EIGHT-JAM』（テレビ朝日系列）で共演している音楽プロデューサー・蔦谷好位置からの楽曲提供[101]。
  - 映画のようなドラマチックで壮大な幕開けとなる、高揚感のある生々しく漢らしいオープニングナンバー[102][103][104][53][105]。
  - 未来へ向かう力強さを宿したハードロック要素が強くライブを彷彿させる楽曲となっている[102][104]。
2. カカッテコーゼ
  - 前曲「Overture -SUPER∞THEME-」（以下、「Overture」と表記）と同様に蔦谷好位置からの楽曲提供。
  - 蔦谷は『EIGHT-JAM』で共演する前の2004年に発売されたSUPER EIGHT[注 10]の1stミニアルバム『感謝=∞』に収録された「Eden」の編曲を担当しており、メンバーがまだジュニアの時から約20年の交流がある[105][51]。
  - 前曲「Overture」からの長いイントロのような流れでベースのスラップから同曲が始まっており[104]、収録された本作のオープニングテーマともいえる1曲となっている[77][78][92]。
  - 懐かしの昭和感がありながら、現代のヒーローアニメのオープニングや戦隊モノのテーマソングの曲調や世界観もあり、近未来的なサウンドアレンジが施された、疾走感のあるロックを土台としたサウンドで王道感とオールド感が混じったアッパーチューンとなっている[101][102][106][51]。
  - 蔦谷に対して「改めて蔦谷から見たSUPER EIGHTを形にして欲しい」というSUPER EIGHT側からのオファーをもとに制作された[51]。
  - タイトルの「カカッテコーゼ」は、SUPER EIGHTの楽曲「ズッコケ男道」の歌詞にある「きばってこーぜ」というフレーズと掛けて書かれたという[54]。
    - 本作がSUPER EIGHTに改名して初めてのアルバムであり、20周年の記念作品であるが、「今までの集大成」というよりも「ここから進んでいこう」「攻めていこう」という作品であるため、過去曲の歌詞を取り入れた同曲に対して大倉は「改名した今ならでは」と感じたという[54]。

  - 同曲の歌詞の中には、SUPER EIGHTの歴代の楽曲を連想させるワードが数多く散りばめられている[51][49]。
    - 例として、「我武者羅なのがヒーローに」という歌詞は、「がむしゃら行進曲」と「無責任ヒーロー」が掛けられている[51]。
    - これに対して大倉は「蔦谷さんの愛情」「メンバーだけでなくファンやチーム全体の想いも汲み取っている」と評している[49]。

  - 蔦谷は、前曲「Overture」からオープニングが始まり、「オープニングから5人のヒーローが格好良く、時に泥臭く、さらけ出しながら戦いに挑む姿」を描くように同曲を制作したという[105]。
  - Bメロのメロディに「Overture」のコーラス部分が引用されており、アルバムのテーマ感がより強調されている[105]。
  - 蔦谷は同曲に対して「歌詞とメロディ、サウンドの解像感と展開の疾走感を是非楽しんでいただきたい」と語っている[105]。
  - 丸山は「コワレタ正義が不正解だろうと絶望の淵に垂れた糸この手で掴め」というフレーズが、コロナ禍や「俳優らが事務所を独立する・しない」のような自分自身で取捨選択することを余儀なくされた時期を乗り越えたからこその歌詞だと感じたという[106]。
3. 未完成
  - 48thシングル。
4. なんだかThat's 青春!
  - つんく♂からの楽曲提供。
  - シャウトから始まり、豪華なブラスセクションや激しいギターサウンドが特徴的でエンターテインメント性が高くヒーロー感のある力強いディスコ・ポップチューン[101][46][104]。
  - デモ音源が丸山いわく「けろっとした音で歌い方が読めなかった」ため、プリプロダクションで全体の設計図を確認して整理した上で自分のパートを歌ったという[107]。
    - その中で、「あの子に会いたいけど」から始まる丸山・安田・丸山の順で歌うフレーズがあり、丸山はこの部分の歌詞を自分なりに解釈し、「あの子に会いたいけど」（丸山）は表面の主人公の声で、「面倒くささが勝つ日」（安田）は心の声、「愛してるのは嘘じゃない」（丸山）は表面の主人公の声という設定だと捉え、「パカパカさせるような歌い方をするのはどうかな？」とレコーディング時に丸山が提案したという[107]。
    - また、丸山いわく「曲に絶妙な不安定さ」があるため、SUPER EIGHTのボーカルでキャラクター性を強め、曲の奥行きを出そうと試みたという[107]。

  - 丸山いわく「凄く変な転調をするし、急にめちゃくちゃポップになったりするので『天才ってよく分からんな』と思った」というが、何度も聴いていく中で、「スルメな曲」だと感じたという[107]。
  - メンバーはつんく♂プロデュースのアーティストを見てきた世代であるため、大倉は2000年代初頭を思い出すような懐かしさと、「ああいう世界観の曲を自分たちがやれるんだ」という嬉しさがあったという[106][54]。
  - 大倉は「真面目に、不思議に」ということを同曲のレコーディングで意識したという[106]。
5. HAPPY
  - ODD Foot WorksのPecori、DATSのMONJOE、FIVE NEW OLDのSHUNからの楽曲提供。
  - アタック感の強い軽快なピアノのタッチが牽引する洗練されたトラックと、心地好いフロウなどのメロディラップが組み合わさったヒップホップナンバー[101][102][104][106]。
  - 同曲を制作した3人は過去に「大再生」や「Back 2 The Kids」を制作したアーティスト陣であり、メンバーも絶大な信頼を置いているという[106]。
  - 今までのSUPER EIGHTにはないような声質を感じさせる低音の出し方や力を抜いた気怠さを宿した難易度の高い独特な歌唱が印象的な楽曲となっている[104]。
    - これに対して安田は「最近のブームである心地好いフロウやトラックでありつつも、ちゃんとSUPER EIGHTらしい楽曲に落とし込んでいる」と評している[106]。

  - 丸山のラップパートが一連で唄うパートになったために息継ぎをほぼしておらず、「かなりの肺活量を求められました」と語っている[56]。
  - 安田は「日々はBad DayからのBad Day」という歌詞が好きだといい、そんな日でも「HAPPY」は見つけられるというメッセージにとても共感しているという[106]。
6. ハリケーンベイベ
  - 岡村靖幸からの楽曲提供。
  - 曲の頭からリズミックな岡村節が炸裂し、エレクトロディスコ調の煌びやかなサウンドとご機嫌なダンスビートをメンバーたちが生き生きとしたボーカルワークで歌い上げ、シティ・ポップやブラックミュージックの要素も加えられたファンキーなダンスポップチューン[101][46][104][108]。
  - 丸山と岡村は『関ジャム 完全燃SHOW』（当時 / テレビ朝日系列）でセッションした際に岡村と連絡先を交換し、その後に飲みに行って以来の飲み仲間である[109][46][106]。
  - 以前から丸山が楽曲提供のリクエストを岡村本人に直接話していたが、今回のアルバム制作にあたり、レコード会社のスタッフから楽曲提供の候補の一人に岡村の名前が挙がり、丸山がそれを推したこともあり、レコード会社側とも意見が合致したため、丸山がレコード会社のスタッフ、岡村が自身のマネージャーをそれぞれ繋ぎ、正式に制作が実現した[109][46][106]。
  - 岡村は「SUPER EIGHTは多忙な中、何を感じてるだろう」ということ考えて制作したといい、SMAPの「ダイナマイト」のような曲というリクエストがあったため、アップ系の楽曲になったという[105]。
    - 岡村のスキャットが入った最初のデモ音源が疾走感があり、丸山が「彼女に対して『悲しい時、いつでも僕は駆けつけるよ』と思い、車を飛ばしている」というようなイメージが浮かんため、そのイメージを元に岡村が歌詞を書いたという[106]。

  - 同曲では岡村が自らメンバー一人一人のディレクションを担当しているほか、丸山も初めてメンバーのボーカルディレクションを担当している[109][46][52]。
    - 丸山は岡村の歌い方を「誰もが真似できるものではない」と考えているため、まずは丸山が一人でプリプロに入ったといい、そこでスタッフから「この曲、丸ちゃんがディレクションするのはどう？」と提案があったという[109][52]。
    - さらに、丸山が通しで歌ったものを岡村に確認を取ると、岡村から「その感じで解釈は間違っていないので、丸ちゃんがメンバーのディレクションをしてくれるのであれば、録音したものを僕がリアレンジします」との返答があり、丸山がボーカルディレクションを行うことになった[109]。
    - 丸山がメンバーのボーカルディレクションをするのは初めてだったが、いざやってみるとメンバーの対応力の高さを体感し、俯瞰でSUPER EIGHTを見ることができたという[52]。

  - 丸山は岡村とディスカッションをしながらメンバーのボーカルディレクションを行ったといい、安田いわく岡村の曲の特徴として「少し半音のところに落ちている」「語尾のところが半音と半音の間辺りにいそうな感じ」を挙げており、レコーディングの際にこのような音程のニュアンスなどを丸山に聞き、丸山も「そこは岡村さんのニュアンスがあるから、そのニュアンスを意識して」などといった細かいアドバイスを教えたという[109][52][50][注 11]。
    - また、岡村とのやり取りの中で、岡村がやろうとしていることを丸山が自分の中に落とし込み、「こういう歌い方でこうやってみて」とメンバーに伝え、「フリップ[注 12]を入れてみて」などとディレクションしていったという[109]。
    - さらに、岡村から「フェイクか何か、遊びの感じでいろいろ入れてみて」というオーダーがあった際にも丸山が思うようにメンバーをディレクションしたという[109]。
    - 丸山のディレクションに対して、村上は「普通のディレクションの方だったら出さないニュアンスで言ってくれたから、めちゃくちゃやりやすかった」と評している[109]。

  - 岡村の作るサウンドが特徴的であるため、「どう岡村の歌唱の要素を入れながら違和感なく歌うか」ということを、丸山がメンバーと共有しながらレコーディングしたという[106]。
  - 元々丸山はファンクやブラックミュージックが好きであったが、これまでの楽曲では「あまりそれを出しすぎてはいけない」「エイト仕様に抑える」と考えていたが、今回は逆にそのジャンルのノリを出してみたという[52]。
  - 同曲のデモ音源は岡村が歌っており、フェイクが多く入っていたが、横山いわく丸山はそれを自分のものとして上手く落とし込んでいたという[56][50]。
  - 2024年9月14日には日本テレビ系『with MUSIC』にて同曲がテレビ初披露された[86]。
  - 2024年12月11日にはフジテレビ系『2024 FNS歌謡祭』にて、楽曲を提供した岡村とのコラボレーションが初披露された[87][88]。
7. オオカミと彗星
  - 49thシングル。
8. Interlude -several nights-
  - インストゥルメンタルの楽曲。
  - 「Overture」「カカッテコーゼ」と同様に蔦谷好位置からの楽曲提供。
  - レコードと針が擦れる音も楽曲の演出として用いられているジャジーな楽曲[110]。
  - アルバムの真ん中に位置する楽曲であり、アルバム全体の奥行きを出しつつ、ストーリー性を持たせた楽曲となっている[46][103]。
  - 本作が様々な作家が参加している作品であるため、蔦谷は「アルバム全体の空気を纏ったまま場面を変えるブリッジの役割」を意識し、さらに「単体でも格好良く聴き心地がよいサウンド」を構築したという[105]。
9. 鍵
  - asmiからの楽曲提供。
  - 楽曲を制作したasmiは元々SUPER EIGHTのファンだったことを公言しており、京セラドーム大阪のライブに行ったこともあるという[111][112]。
    - また、asmiはSUPER EIGHTのことを「日本一のスーパーエンターテイナー」と評しており、「歌もダンスも楽しいトークも、そこから受け取った全てが心の中でエネルギーに変換されていく感覚をこんなに強く覚えるのは後にも先にもSUPER EIGHTへだけ」と賞賛している[105]。

  - asmiは同曲について「大切なものを失った喪失感、それに付随する苦しみや葛藤を、全部まとめて抱きしめてあげられるように歌詞に祈りを込めて書きました」と語っている[105]。
  - 同曲はasmiが外側から見たSUPER EIGHTの歩みと関係性が歌詞として綴られており、柔らかなメロディに乗せたバラードとなっている[110][107][52]。
  - 丸山は歌詞を最初に見た時に「『今の恋愛も良いけど、過去の恋愛をふと思い出すこともある』というラブソング」と解釈していたというが、楽曲に向き合い続けるうちに、「これってSUPER EIGHTの軌跡でもあり、ファンの目線を描いた曲だ」ということに気付き、「色々なことを振り返り、『あの時は楽しかったね』と思う日があっても良いんだな」「8人でいた時、7人でいた時、6人でいた時のことを思い出しても良い。いつでもその"鍵"は開けられる」ということが込められている楽曲だと感じたという[107][52]。
    - 横山も最初はメロディだけを聴いて「良いバラードだな」と感じたというが、後から歌詞を見るとSUPER EIGHTの今までの軌跡が記されていて驚いたという[50]。
    - 横山は「僕らのことをすごく考えて作っていただいたというのがとてもよく伝わってきたので、ありがたいしうれしい気持ちでいっぱい」とasmiに対して感謝を述べている[50]。
    - また、村上は最初に歌詞だけを見た時に哲学的に捉えていたというが、そこにメロディが加わることにより、一気にラブバラードの世界観になったため、聴く人によって様々な捉え方ができる切り口の多い楽曲だと思ったという[51]。

  - 丸山は同曲の歌詞に対して「グループから旅立っていった人たち（内博貴・渋谷すばる・錦戸亮）に対しての想いを『忘れなくていいんじゃない？』と、メンバーが自分たちではなかなか言い出せなかったことを外から包み込んでもらっている感じ」と表現している[52]。
    - 丸山は「彼らがいなかったら今の僕らもいないし、彼らも別のところで一生懸命戦っているし、今は5人でできることを精一杯やっていますけど、彼らもまだ同じステージに立っている」という想いをこの曲が改めて気付かせてくれたといい、これは「未練」などではなく、過去や思い出から来る「感謝」の感情であり、だからこそ丸山はこの歌詞を「自分の素直な想いを肯定の形に導いてくれた曲」と語っている[52]。
    - 特に「少しずつずれてきた目的地 送り出した僕は 君を追い越して さらに先をいく 約束をしよう」という歌詞は、一見すると「俺はやるから」とキツい言葉に捉えられてしまうが、その言葉の裏には「だからお前もやれよ」という、男同士の契りのような力強さを丸山は感じており、互いの未来への希望のようなものを察しあっている描写であると解釈しているという[52]。
    - また、丸山いわく、過去の曲で「ここはそういえばすばるくんのパートやった」「亮ちゃんのパートやった」と思い出し、「渋谷や錦戸や内がいた証をメンバーやファンが感じる時があっても良い」ということをこの曲を通して気付かされたという[107]。
    - 丸山はピンク（内）や赤（渋谷）や黄色（錦戸）を使えばファンがそのメンバーのことを思い出して辛い気持ちになるのではないかと考えることもあったが、この曲を通して「ピンクや赤や黄色の服を着たって良い」ということを改めてファンに肯定することになったことで、これをファンから言われている気持ちにもなり、メンバーも救われた気持ちになったという[107]。

  - 安田は同曲の歌詞に対して「自分達の言葉で書いてないからというのも大きい」「僕たちがこれ（「鍵」の歌詞）を書いたらダメなんですよ」「ずっと僕らを見てくれていたasmiだからこそ理解して書けた曲」と語っており、側から見た人からのSUPER EIGHTの心情として、直接的でありながらも直接的過ぎず、凄く素直な気持ちで歌えているという[113][55]。
    - ファンも「メンバーに過去を無かったものにはして欲しくない」と思っていることを理解しているasmiだからこそ、「全部宝箱に仕舞ったら 鍵はひとつずつ持っておこう」というフレーズで、関ジャニ∞（当時）が8人体制だった時から発売時の5人体制になるまでのそれぞれの思い出を全て「宝箱」にしまい、「戻りたくなったらいつでもその時に戻れるように"鍵"を持っていよう」ということを表現できたのだと安田は解釈している[53][55]。

  - 村上は同曲に対して「今の年齢の僕たちが歌うことで、地に足がついた言葉に説得力を少し足せるようになった」と語っており、「10〜20代の頃に歌っていたら言葉負けしてしまって薄っぺらいものになっていたかもしれないが、年齢を重ねて、こういう歌をしっかり歌える世代になった」と語っている[106]。
    - また、過去にも同曲のようなテイストのバラードもたくさん歌っているが、村上いわく「背伸びしている感じ」が出てしまっている曲もあるといい、「人生をちゃんと歩いてきたからこそ歌える曲に仕上がった」という[106]。

  - デモ音源ではasmi自身が歌っていたが、SUPER EIGHTが歌うにあたり、メロディラインも含めて編曲された[103]。
    - 丸山は同曲のデモ音源を聴いた時に泣いてしまったという[58]。

  - 同曲は唄う上で静かなところで抑揚をつけたり、アクセントが必要とされたりしたといい、丸山いわく、自分の中でメロディのコースや声帯の動かし方を決めておかなければ、サビのファルセットから戻るところの息の使い方などを唄うことは特に難しかったといい、そのため、丸山は唄うことに対して今までにないくらい意識したという[108]。
  - 同曲に対して丸山は「この曲があることによってアルバムとしてのまとまりが出た」と評しており、長年のファンだけでなく新規のファンにも「SUPER EIGHTとはどういうアーティストなのか」と興味を持ってもらえるような楽曲になっていると語っている[52]。
10. アンスロポス
  - 50thシングル。
11. 音楽が聴こえている
  - THE イナズマ戦隊の上中丈弥と久保裕行からの楽曲提供。
  - THE イナズマ戦隊らしい、飾らない感情がありのままにぶつけられた前向きな歌詞に乗せた曇りのないストレートなロックチューンとなっている[46][110]。
  - 上中がSUPER EIGHTの20年間に向き合って歌詞を制作している[46][51]。
  - 同曲にはブルーノ・マーズの「ジャスト・ザ・ウェイ・ユー・アー」やレキシの「年貢 for you feat.旗本ひろし、足軽先生」などと同じコード進行が使われており、上中と久保が意識して取り入れた不明だが、丸山はこれを「面白い音楽の遊び方」だと感じたという[107]。
    - また、このコード進行は渋谷が関ジャニ∞（当時）に在籍中に制作した自作曲の中で最後にリリースされた「コーヒーブレイク」にも使われている[107]。

  - 上中が書くSUPER EIGHTの楽曲は2007年の「ズッコケ男道」から始まり、グループと親和性のある楽曲が多いが、横山いわく今回は特に「THE イナズマ戦隊らしい歌い回し」「アツくてめちゃくちゃ好き」と語っている[47]。
    - 横山は上中と個人的に親交があるといい、同曲の歌詞を読んで、改めて「SUPER EIGHTの20周年のために書いてくれたんやな」「丈弥さんの書く歌詞が好きやな」と感じたという[46]。

  - 村上いわく、「ズッコケ男道」からのSUPER EIGHTと上中の様々な歴史を知っている人が聴けば響き方が変わるといい、逆に同曲で初めて聴いた人でも「SUPER EIGHTらしいストレートな言葉の羅列」で分かりやすくリスナーに届けられているという[114]。
    - 村上は同曲が本作の中で一番「パブリック的な楽曲」「ライトな層のリスナーにもSUPER EIGHTらしさを伝えることができる絶妙な着地点」であると捉えており、「これから育てがいのある楽曲」だという[114]。

  - 横山は普段甘さのあるボーカルだが、同曲の横山は体の奥底から湧き出るようなエネルギッシュで力強いボーカルとなっている[50]。
    - スタッフからもこの指摘があったというが、横山自身は特に歌い方の変化を意識しておらず、横山いわく、ずっと親交のある上中からの楽曲提供であり、「曲そのものが持っているパワーがそうしてくれた」と回顧している[50]。
12. 喝采
  - 47thシングル。
13. 群青の風
  - フジファブリックの山内総一郎からの楽曲提供。
  - 楽曲を提供した山内をはじめとするフジファブリックとSUPER EIGHTは、2018年に『関ジャム』（当時）にて「若者のすべて」をセッションしたことがある[109]。
  - 美しい未来への広がりを感じさせる爽やかな楽曲となっている[46]。
  - 山内と村上は高校時代に同級生だったという[47][51]。
    - しかし、村上はその高校を1か月で辞めてしまっていたため面識はなく、このことをスタッフから聞いて初めて知ったという[47]。
    - 一方で、山内は村上のことを覚えていたといい、「いつかSUPER EIGHTに楽曲提供したい」と話していたという[51]。
    - SUPER EIGHTとフジファブリックが互いに20周年というタイミングで楽曲提供があったことから、村上は「勝手に思い入れが強くなっている」と語っており、村上は山内の作る音楽を「自分からは絶対出てこないメロディーライン」「同い年として尊敬します」と評している[47][51]。

  - 横山はギターを始めた頃にフジファブリックの曲をよく聴いており、中でも、「若者のすべて」の世界観が「フジファブリックっぽくて凄く好き」だといい、ギターで始めて一番初めに練習した曲が「若者のすべて」だったという[103][114][50]。
    - そのため、横山は山内からの楽曲提供が嬉しかったといい、同曲は本作の中でも特に思い入れがあり好きな曲だという[50]。
    - また、最初に山内が自ら歌っている同曲のデモ音源を聴いた時に、サビ前の入り方や色褪せない夏のような雰囲気から「若者のすべて」と同じく「フジファブリックらしさ」を感じ、「その世界に僕らが入っていけるのはすごく特別なこと」であり、嬉しかったという[103][53][114][55]。
14. Eighdays
  - sumikaの片岡健太からの楽曲提供。
15. 次回予告
  - 丸山はこの「次回予告」に対して「映画が1本終わった後にまだ続くような感じ」と表現している[107]。
  - これは漫画・アニメ作品『ドラゴンボール』に登場する界王や、特撮テレビドラマシリーズ『仮面ライダーシリーズ』の次回予告のようなイメージというオーダーがあったため、丸山がそれぞれの動画を少し見つつ、モノマネをするわけではないため「ニュアンスだけ込める」という加減で収録したという[107]。
  - この「次回予告」は本作の4形態でそれぞれ異なるバージョンが収録されている[注 13]。
16. オモイダマ jam with 東京スカパラダイスオーケストラ
  - 通常盤のボーナストラック。
  - 28thシングルのリアレンジバージョン。
  - 東京スカパラダイスオーケストラが参加しており、編曲を同バンドが、ホーンアレンジを同バンドの北原雅彦がそれぞれ担当している[37][38]。
17. "超"勝手に仕上がれ
  - 通常盤のボーナストラック。
  - 9thアルバム『関ジャニ∞の元気が出るCD!!』収録曲の再録バージョン。

## タイアップ
※タイアップ起用順。
- オモイダマ[注 14]
  - 2014ABC夏の高校野球応援ソング[99]
  - 朝日放送・テレビ朝日系『熱闘甲子園』テーマソング[99]
  - 阪神電気鉄道『甲子園駅』接近メロディ[100]
- 未完成
  - テレビ朝日系オシドラサタデー『帰ってきたぞよ!コタローは1人暮らし』主題歌[94]
- オオカミと彗星
  - テレビ朝日系金曜ナイトドラマ『警部補ダイマジン』主題歌[95]
- アンスロポス
  - 読売テレビ・日本テレビ系アニメ『め組の大吾 救国のオレンジ』オープニングテーマ[96]
- Eighdays
  - 森永製菓『チョコモナカジャンボ』『バニラモナカジャンボ』「SUPER EIGHT 祝20周年ムービー」CMソング[97][98]

## 楽曲提供者
※表記は曲順通り。
- 蔦谷好位置
  - 「Overture -SUPER∞THEME-」（作曲・編曲）
  - 「カカッテコーゼ」（作曲・編曲）
  - 「Interlude -several nights-」（作曲・編曲）
- 南無阿部陀仏
  - 阿部清流
    - 「未完成」（作詞）

  - 南無阿部陀仏
    - 「未完成」（作曲）
- つんく♂
  - 「なんだかThat's 青春!」（作詞・作曲）[注 15]
- Pecori（ODD Foot Works）
  - 「HAPPY」（作詞）
- MONJOE（DATS）
  - 「HAPPY」（作曲・編曲）
- SHUN（FIVE NEW OLD）
  - 「HAPPY」（作曲・編曲）
- 岡村靖幸
  - 「ハリケーンベイベ」（作詞・作曲・編曲）
- LEO（ALI）
  - 「オオカミと彗星」（作詞・作曲）
- asmi
  - 「鍵」（作詞・作曲）
- キタニタツヤ
  - 「アンスロポス」（作詞・作曲）
- THE イナズマ戦隊
  - 上中丈弥
    - 「音楽が聴こえている」（作詞）

  - 久保裕行
    - 「音楽が聴こえている」（作曲）
- Jazzin' park
  - 栗原暁
    - 「喝采」（作詞・作曲）

  - 久保田真悟
    - 「喝采」（作曲・編曲）
- 山内総一郎（フジファブリック）
  - 「群青の風」（作詞・作曲）
- 片岡健太（sumika）
  - 「Eighdays」（作詞・作曲）
- 東京スカパラダイスオーケストラ
  - 東京スカパラダイスオーケストラ
    - 「オモイダマ jam with 東京スカパラダイスオーケストラ」（編曲）[注 16]

  - 北原雅彦
    - 「オモイダマ jam with 東京スカパラダイスオーケストラ」（ホーンアレンジ）[注 16]
- OKAMOTO'S
  - オカモトショウ
    - 「"超"勝手に仕上がれ」（作詞・作曲）[注 16]

  - オカモトレイジ
    - 「"超"勝手に仕上がれ」（作曲）[注 16]

  - OKAMOTO'S
    - 「"超"勝手に仕上がれ」（編曲）[注 16]

## 参加ミュージシャン
※アルバムクレジットより。
※シングル曲は該当ページを参照。
Overture -SUPER∞THEME-
- E.Guitar：永澤和真
- Trumpet & Chorus：川上鉄平、田中充、中野勇介、菅家隆介
- Programming & All Other Instruments：蔦谷好位置（agehasprings）、永澤和真（agehasprings）
- Produce：蔦谷好位置（agehasprings）

カカッテコーゼ
- Drums：上原俊亮
- E.Bass：Park
- E.Guitar：永澤和真
- Programming & All Other Instruments：蔦谷好位置（agehasprings）、永澤和真（agehasprings）
- Produce：蔦谷好位置（agehasprings）

なんだかThat's 青春!
- Guitar & Programming：鈴木俊介
- Trumpet：吉澤達彦
- Alto, Tenor & Baritone Sax：竹上良成
- Trombone：鹿討奏

HAPPY
- Programming：MONJOE（DATS）、SHUN（FIVE NEW OLD）

ハリケーンベイベ
- Produce & All Instruments：岡村靖幸
- Recording Engincer & System Manipulation：米田浩徳
- Creative Director & Manager：近藤雅信（V4Inc.&V4Record)

Interlude -several nights-
- Programming , All Other Instruments & Produce：蔦谷好位置（agehasprings）

鍵
- Bass：石井裕佳子
- All Other Instruments：橋本雄太

音楽が聴こえている
- Drums：髭白健
- E.Bass：宮本將行
- E.Guitar：Peach
- Chorus：こさかりょうこ

群青の風
- Drums：河村吉宏
- E.Bass：加藤慎一（フジファブリック）
- A.Guitar , E.Guitar & Sitar：山内総一郎（フジファブリック）
- A.Piano & Organ：金澤ダイスケ（フジファブリック）
- Strings：雨宮麻未子ストリングス

Eighdays

オモイダマ jam with 東京スカパラダイスオーケストラ

"超"勝手に仕上がれ

## 収録作品
※シングル曲は各ページを参照。

### 映像作品

#### ライブ映像
Overture -SUPER∞THEME-
- 23rdライブBlu-ray/DVD『超ARENA TOUR 2024 SUPER EIGHT』

カカッテコーゼ
- 23rdライブBlu-ray/DVD『超ARENA TOUR 2024 SUPER EIGHT』

HAPPY
- 23rdライブBlu-ray/DVD『超ARENA TOUR 2024 SUPER EIGHT』

ハリケーンベイベ
- 23rdライブBlu-ray/DVD『超ARENA TOUR 2024 SUPER EIGHT』

鍵
- 23rdライブBlu-ray/DVD『超ARENA TOUR 2024 SUPER EIGHT』

音楽が聴こえている
- 23rdライブBlu-ray/DVD『超ARENA TOUR 2024 SUPER EIGHT』

※完（CAN）全生産限定盤の特典Blu-ray/DVDにも収録。

群青の風
- 23rdライブBlu-ray/DVD『超ARENA TOUR 2024 SUPER EIGHT』

Eighdays

## テレビ歌唱
※シングル曲は各ページを参照。
ハリケーンベイベ
- with MUSIC（2024年9月14日、日本テレビ）
- 2024 FNS歌謡祭（2024年12月11日、フジテレビ） - 岡村靖幸とのコラボ

Eighdays

## 関連ライブ
- 超アリーナツアー2024 SUPER EIGHT（2024年8月9日 - 11月3日、全16公演[注 17]）[19][20][21]
- 「今年もホンマにリハしかせぇへんで!」SUPER EIGHTリハーサル見学会（2024年8月11日 - 11月3日、全6公演[注 17]）[64]

## 超未来音楽戦士SUPER EIGHT
『超未来音楽戦士SUPER EIGHT』（ちょうみらいおんがくせんしスーパーエイト）は、SUPER EIGHTが「1000年後の未来から来たSUPER HERO」を演じた特撮コンセプトムービー。
本アルバムのコンセプトである「SUPER EIGHT=SUPER HERO」という設定をもとに制作され、特撮ヒーローのようなアクションをメインとしたドラマ仕立ての映像となっている。
本映像はアルバムの全形態の特典映像として『SUPER EIGHTアプリ』限定で配信された。各形態に封入されているシリアルコードを登録すると、アプリ内の登録した各形態のページに反映される仕様となっている。
なお、本映像のサブタイトルは『第8話「絶体絶命!? 火花散るスタジアムの変!! 後編」』となっている。
本映像でも劇中音楽として使用されている「カカッテコーゼ」のミュージック・ビデオでは、本映像の世界観を新たな解釈で再編集しており、一部映像が流用されている。

### あらすじ
舞台は現代の2024年から1000年後の未来・3024年。日本の首都は東京都からカンサイへと遷都されていた。その中心地・新世界には、熱狂的な人気を博すスターバンドかつスーパーヒーロー・SUPER EIGHTがいた。5人が奏でる鮮やかなサウンドと眩い光のエネルギーは人々に笑顔と勇気を与え、あらゆる悪を葬り去り、SUPER EIGHTの活躍によってこの時代の平和は守られていた。
しかし、徐々に国民の笑顔が失われていく事態が発生する。その理由はSUPER EIGHTによって壊滅させられた闇の組織の残党が5人の存在を消滅させるため、約1000年前のライブに刺客を送り、時空の歪みにより、不穏な感情が伝わってきたからである。ライブが行われなければ彼らの存在が消えてしまい、3024年の日本は悪意に満ちた暴力で支配されてしまう。そんな未来を阻止するため、彼らは胸に携えた「光のアミュレット」でタイムリープを起動させ、闇の組織の残党を追って現代に訪れた。現代で敵を見つけ戦おうとするが、現代ではエネルギーが足りずに変身できず、一度は組織に倒されてしまう。
SUPER EIGHTは1000年前のライブを救い、自らの存在と未来を守ることができるのか。

### 使用楽曲
※表記は使用順。
- Overture -SUPER∞THEME-
- ハリケーンベイベ
- 音楽が聴こえている
- アンスロポス
- 鍵
- カカッテコーゼ
- Eighdays